# Каньенда, Исо
И́со Бо́ксер Канье́нда (англ. Essau Boxer Kanyenda; 27 сентября 1982) — малавийский футболист, нападающий. В составе сборной Малави сыграл 60 матчей, забил 19 голов.

## Карьера
Карьеру футболиста начал в 1998 году, став нападающим клуба первого дивизиона Малави — ФК «Уэлфэйр» (Дедза). В 1999 году стал профессиональным футболистом и подписал контракт с клубом малавийской Премьер-лиги «ДВАШКО» (Нкота Кота), в 2001 перебрался в более сильный чемпионат ЮАР, где играл за команду «Джомо Космос» из Йоханнесбурга. В составе национальной сборной дебютировал в 2000 году. В 2001 и 2002 году стал лучшим футболистом Малави (причём в 2002 году Исо был признан самым популярным человеком в Малави).
В 2003 году Исо Каньенда отправился в Россию и начал играть в российской Премьер-лиге, хотя у Каньенды так же был вариант с марсельским «Олимпиком». Исо стал первым малавийским игроком в российском чемпионате. 30 июня 2003 года сыграл за сборную легионеров чемпионата России. Два сезона он выступал за «Ростов», провёл за эту команду 64 матча и забил 11 голов.
В 2005 году перешёл в московский «Локомотив», в результате обмена «Ростовом» его на Михаила Ашветию. Закрепиться в составе «железнодорожников» Исо не сумел, проведя лишь три матча в Премьер-лиге. В 2006 году стал олимпийским послом города Сочи как одного из кандидатов на проведение Зимних Олимпийских игр 2014 года. В 2006—2007 годах Каньенда вновь выступал за «Ростов» на правах аренды.
В 2008 году был отдан в аренду в «КАМАЗ». Исо сыграл за клуб в 44-х матчах и забил 9 мячей. В 2010 году малавиец вновь сменил клуб, и вновь не уехал из России: Каньенда перешёл в «Ротор». Всего в Премьер-лиге сыграл 111 матчей и забил 21 мяч.
В конце 2010 года Исо подписал контракт с южноафриканским клубом «Морока Свэллоуз». С апреля 2011 года выступал за брянское «Динамо» в ФНЛ. В 2012 году перешёл в датский клуб «Б 93», который возглавляет бывший тренер сборной Малави.
30 июля 2017 года объявил о завершении карьеры и возвращении в Малави для перехода на тренерскую работу.

## Достижения
- Обладатель Кубка Восьми: 2003
- Обладатель Кубка лиги ЮАР: 2003
- Бронзовый призёр чемпионата России: 2005
- Фүтболист года в Малави: 2001, 2002

## Личная жизнь
Жена Квин (Куин) и три сына: Натан, Уэйн и Уево, живут в Малави.
Имя Боксер досталось Исо от отца, который в свою очередь унаследовал имя от деда. «…Он был главой одной из деревень. Деду очень часто в одиночку приходилось отстаивать интересы местных жителей или наводить порядок, если между ними возникали какие-то конфликты. Без помощи кулаков дело редко обходилось».